# Cecilia Vennersten
Cecilia Birgitta Vennersten, ursprungligen Vennersten-Ingemanson, född 26 september 1970 i Bergsjöns församling, Göteborg, är en svensk sångerska.
Vennersten blev upptäckt av Peter Grönvall när hon imiterade Mariah Carey med låten Hero i TV-programmet Sikta mot stjärnorna 1994.
Hon debuterade på allvar i Melodifestivalen 1995, med låten "Det vackraste" skriven av Nanne Grönvall, Peter Grönvall och Maria Rådsten (alla medlemmar i gruppen One More Time). Låten kom tvåa efter "Se på mig" med Jan Johansen och det skilde bara tre poäng emellan de två bidragen. Vennersten vann en grammis för "Årets låt 1995" med "Det vackraste". Samma år släpptes hennes debutalbum, Cecilia Vennersten, som sålde platina både i Sverige och i Norge. Med på albumet fanns, förutom "Det vackraste", "Sjunde himlen finns", en svensk version av Maria McKees "Show Me Heaven", och en cover på Jim Steinmans "Left in the Dark" som på svenska heter "Lämnad i mörkret", båda med svensk text av Nanne Grönvall.
År 1997 kom Vennerstens andra album, Till varje leende, en tår.
Vennersten gjorde comeback i Melodifestivalen 2005, med låten "Var mig nära" skriven av Calle Kindbom och Robert Åhlin, men gick inte vidare från första deltävlingen. År 2006 kom hennes tredje album, Under stjärnornas parasoll. År 2008 sjöng Vennersten två duetter på Magnus Nilssons album I min drömvärld.
Sedan 2002 är hon bosatt i Varberg i Halland tillsammans med make och söner. År 2016 agerade hon konferencier samt solist i SVT:s TV-sända Luciafirande som arrangerades på Varbergs Fästning av Påskbergsskolan.

## Diskografi

### Album
| Titel                      | Släppår |
| -------------------------- | ------- |
| Cecilia Vennersten         | 1995    |
| Till varje leende, en tår  | 1997    |
| Under stjärnornas parasoll | 2006    |